# Wikiconstituição
Wikiconstituição é um neologismo criado pelo analista político Daniel Lansberg-Rodriguez em um artigo de 2010 para o jornal The New Republic. A ideia de que o povo pode contribuir para reformular a constituição do país de forma democrática, inspirando-se em conceitos derivados da própria wikipédia e movimentos como Software Livre. Conceito alinhado com Wikinomics, Web 2.0, crowdsourcing, VotenaWeb e internetocracia. 